# Regional Preferente de La Rioja 1991-92
La temporada 1991-92 de Regional Preferente de La Rioja era el quinto y último nivel de las Ligas de fútbol de España para los clubes de La Rioja, por debajo de la Tercera División de España.
Esta temporada desapareció la Primera regional de La Rioja, por lo que todos los equipos que la disputaban ascendieron a Regional Preferente. Debido al gran número de equipos, la competición se disputó por primera vez en dos grupos, divididos entre Rioja Alta y Rioja Baja.

## Sistema de competición
Los 27 equipos se reparten en dos grupos, que se enfrentan a doble vuelta, una vez en casa y otra en el campo del equipo rival, todos contra todos.
Los cuatro primeros clasificados de cada grupo pasan a una fase de ascenso, en modo liguilla, enfrentándose también todos contra todos a doble vuelta. El campeón de esta liguilla asciende a Tercera División. El segundo clasificado se enfrentará en un playoff a ida y vuelta contra el segundo clasificado de la Preferente de Navarra. El ganador de este playoff también consigue el ascenso.
Si ascendieran desde el grupo XV de Tercera División más equipos de los que descendieran desde Segunda B, habría más plazas de ascenso, que obtendrían los siguientes clasificados de la fase de ascenso.

## Grupo Rioja Alta[1]
| Pos. | Equipo                  | Pts. | PJ | G  | E | P | GF | GC | Dif. |                                              |
| ---- | ----------------------- | ---- | -- | -- | - | - | -- | -- | ---- | -------------------------------------------- |
| 1    | C. C. D. Alberite (C)   | 38   | 22 | 16 | 6 | 0 | 63 | 0  | +63  | Fase de ascenso a Tercera                    |
| 2    | C. D. San Marcial       | 36   | 20 | 16 | 4 | 0 | 64 | 0  | +64  | Fase de ascenso a Tercera                    |
| 3    | C. D. La Calzada        | 35   | 20 | 15 | 5 | 0 | 50 | 0  | +50  | Fase de ascenso a Tercera                    |
| 4    | C. D. Cenicero          | 32   | 18 | 14 | 4 | 0 | 46 | 0  | +46  | Fase de ascenso a Tercera                    |
| 5    | Náxara C. D.            | 31   | 19 | 12 | 7 | 0 | 45 | 0  | +45  |                                              |
| 6    | C. D. Mirandés Promesas | 27   | 16 | 11 | 5 | 0 | 43 | 0  | +43  | El club no compite en la siguiente temporada |
| 7    | C. D. Tedeón            | 23   | 15 | 8  | 7 | 0 | 37 | 0  | +37  |                                              |
| 8    | C. D. San Lorenzo       | 20   | 12 | 8  | 4 | 0 | 48 | 0  | +48  |                                              |
| 9    | C. D. El Cortijo        | 20   | 14 | 6  | 8 | 0 | 26 | 39 | −13  |                                              |
| 10   | C. Atlético Riojano     | 15   | 8  | 7  | 1 | 0 | 38 | 0  | +38  |                                              |
| 11   | C. Atlético Vianés      | 14   | 9  | 5  | 4 | 0 | 28 | 0  | +28  | El club no compite en la siguiente temporada |
| 12   | C. D. Berceo Promesas   | 12   | 8  | 4  | 4 | 0 | 34 | 0  | +34  | El club no compite en la siguiente temporada |
| 13   | C. D. Bañuelos          | 9    | 6  | 3  | 3 | 0 | 20 | 0  | +20  |                                              |

 Fuente: www.futbol-regional.es
Notas:
1. ↑  El C. D. El Cortijo fue sancionado con dos puntos por no presentarse a la continuación del partido suspendido en su momento contra el C. D. Cenicero de la jornada 7.

## Grupo Rioja Baja[2]
| Pos. | Equipo                     | Pts. | PJ | G  | E | P  | GF | GC  | Dif. |                                              |
| ---- | -------------------------- | ---- | -- | -- | - | -- | -- | --- | ---- | -------------------------------------------- |
| 1    | C. D. Varea (C)            | 45   | 26 | 21 | 3 | 2  | 88 | 29  | +59  | Fase de ascenso a Tercera                    |
| 2    | S. D. Loyola               | 43   | 26 | 17 | 9 | 0  | 61 | 20  | +41  | Fase de ascenso a Tercera                    |
| 3    | C. D. Calahorra Promesas   | 37   | 26 | 16 | 5 | 5  | 61 | 27  | +34  | Fase de ascenso a Tercera                    |
| 4    | Peña Balsamaiso C. F.      | 34   | 26 | 15 | 4 | 7  | 56 | 19  | +37  | Fase de ascenso a Tercera                    |
| 5    | C. At. River Ebro Promesas | 30   | 26 | 12 | 6 | 8  | 43 | 37  | +6   |                                              |
| 6    | C. D. Arnedo Promesas      | 29   | 26 | 11 | 7 | 8  | 41 | 35  | +6   |                                              |
| 7    | C. D. Alfaro Promesas      | 25   | 26 | 8  | 9 | 9  | 29 | 33  | −4   |                                              |
| 8    | C. D. Aldeano              | 25   | 26 | 9  | 7 | 10 | 39 | 46  | −7   |                                              |
| 9    | C. D. Cerverano            | 24   | 26 | 10 | 4 | 12 | 47 | 46  | +1   |                                              |
| 10   | C. F. Rápid                | 23   | 26 | 10 | 3 | 13 | 36 | 41  | −5   |                                              |
| 11   | C. D. Pradejón             | 19   | 26 | 6  | 7 | 13 | 28 | 46  | −18  |                                              |
| 12   | C. D. Autol Atlético       | 18   | 26 | 6  | 6 | 14 | 38 | 40  | −2   | El club no compite en la siguiente temporada |
| 13   | C. D. Agoncillo            | 12   | 26 | 3  | 6 | 17 | 21 | 58  | −37  |                                              |
| 14   | C. D. Quel                 | 0    | 26 | 0  | 0 | 26 | 15 | 126 | −111 | El club no compite en la siguiente temporada |

 Fuente: www.futbol-regional.es

## Fase de Ascenso[3]
| Pos. | Equipo                   | Pts. | PJ | G | E | P  | GF | GC | Dif. |                                |
| ---- | ------------------------ | ---- | -- | - | - | -- | -- | -- | ---- | ------------------------------ |
| 1    | S. D. Loyola (A)         | 19   | 14 | 7 | 5 | 2  | 20 | 12 | +8   | Ascenso a Tercera              |
| 2    | C. D. Varea              | 19   | 14 | 7 | 5 | 2  | 32 | 20 | +12  | Promoción de ascenso a Tercera |
| 3    | Peña Balsamaiso C. F.    | 18   | 14 | 8 | 2 | 4  | 28 | 18 | +10  |                                |
| 4    | C. D. Calahorra Promesas | 17   | 14 | 6 | 5 | 3  | 19 | 15 | +4   |                                |
| 5    | C. D. San Marcial        | 14   | 14 | 6 | 2 | 6  | 18 | 15 | +3   |                                |
| 6    | C. C. D. Alberite        | 11   | 14 | 5 | 1 | 8  | 22 | 23 | −1   |                                |
| 7    | C. D. La Calzada         | 7    | 14 | 3 | 1 | 10 | 14 | 33 | −19  |                                |
| 8    | C. D. Cenicero           | 7    | 14 | 1 | 5 | 8  | 12 | 29 | −17  |                                |

 Fuente: futbol-regional.es

## Promoción de ascenso
| Equipo 1       | Agr. | Equipo 2    | Ida | Vuelta |
| -------------- | ---- | ----------- | --- | ------ |
| A. D. San Juan | 2-3  | C. D. Varea | 2-1 | 0-2    |

| Ida; 14 de junio de 1992 | A. D. San Juan | 1-2 | C. D. Varea |  |  |

| Vuelta; 21 de junio de 1992 | C. D. Varea | 2-0 (Global 3-2) | A. D. San Juan |  |  |

| Asciende el C. D. Varea |